# Les Vacances de Bérurier
Les Vacances de Bérurier est un roman policier du personnage fictif San-Antonio, écrit par Frédéric Dard et publié en 1969.

## Résumé
Le Vieux réussit à convaincre San-Antonio, Bérurier et Pinuche d'embarquer sur le « Mer d'Alors », un bateau de la compagnie Pacqsif, à la demande du PDG de celle-ci, Gaumixte. L'objectif est de résoudre les mystérieuses disparitions qui ponctuent chaque croisière du bateau. 
Afin de faire plus authentique et plus naturel, chacun embarque avec ses proches : San-Antonio avec sa mère, Pinuche avec sa femme, Bérurier avec sa femme Berthe et sa nièce Marie-Marie, tandis que le Vieux embarque son chauffeur et laisse à quai sa maîtresse et soi-disant nièce Camille. Embarque également le dernier amant en date de Berthe Bérurier, monsieur Félix.
L'enquête tourne d'abord à la catastrophe, puisque deux personnes disparaissent dès le premier jour de la croisière : le second du commandant et l'épouse du ministre de l'Intérim. Deux autres passagers sont également retrouvés assassinés. D'autre part, la discrétion est mise à mal par les scandales successifs menés par les Bérurier, au point que Gaumixte, excédé, finit par boucler tout le monde à fond de cale, dans la cellule des émigrants. 
Il faudra une brusque tempête et le bon sens de Marie-Marie pour que la vérité se fasse jour et que les disparus soient retrouvés.